# 朱莉娅·泰勒
朱莉娅·泰勒（Julia Taylor，1978年11月3日出生于布达佩斯）是一位匈牙利色情女演员。以《埃及艳后》而闻名于成人电影界。
在她的职业生涯初期，朱莉亚·泰勒与意大利的制片人马里奥·萨利耶里合作，当时她年仅20岁。这位女演员表示在这个行业工作非常艰辛，而且她参与的一些场景让她感到邪恶和阴暗。
随后朱莉亚·泰勒与Private Media Group签约，与导演安东尼奥·亚达莫（Antonio Adamo）和吉安弗朗科·罗马尼奥利（Gianfranco Romagnoli）合作，取得了显著的成就。她还参与了电影《Casados con hijos》（属于《Cinco historias para ellas》），由色情导演埃里卡·拉斯特（Erika Lust）执导，为她的作品增添魅力。

## 奖项
- 2003年维纳斯奖-最佳女主角
- 2004年布鲁塞尔国际色情节-最佳女配角（匈牙利） [1]